# К-447
К-447 «Кислово́дск» (заводской номер — 311) — атомный ракетный подводный крейсер стратегического назначения проекта 667Б «Мурена» (англ. Delta-I в терминологии НАТО). Входила в состав 41-й ДиПЛ, последние годы — в 31-й ДиПЛ подводных лодок Северного флота.

## История
5 февраля 1971 года была официально включена в списки кораблей ВМФ СССР, 18 марта того же года состоялась закладка корабля на «Севмаше» как крейсерской подводной лодки.
Подписание акта о приёмке состоялось 30 сентября 1973 года.
9 декабря 1975 года на стоявшей в базе К-447 погиб старшина команды турбинистов. Всего через два дня, 11 декабря, стоявшая на безобмоточном размагничивании лодка попала в налетевший ураган, из-за чего лодку несколько раз накрыли крупные волны, смывшие с носовой палубы почти всю работавшую там швартовую команду, шесть человек погибли, их тела были найдены и подняты только на следующий день.
25 июля 1977 года была переклассифицирована в ракетный подводный крейсер. В 1979 году ракетная стрельба с К-447 была осуществлена с рекордной точностью — круговым отклонением 50 метров при заявленной точности ракеты в 1,5 километра.
3 июля 1981 года К-447 совместно с К-467 впервые выполнила стрельбы баллистическими ракетами из района Арктики с предварительным проламыванием льда корпусом. В августе того же года К-447 снова ходила в арктические широты, где впервые в ВМФ СССР осуществила проламывание пакового льда стрельбой боевыми торпедами, затем успешно всплыв в образовавшейся полынье. За успешное выполнение задания экипаж лодки удостоили вымпела МО СССР «За мужество и воинскую доблесть», а командиру 41-й дивизии подводных лодок контр-адмиралу Э. А. Балтину (который был старшим на борту) и командиру подводной лодки капитану 1-го ранга Л. Р. Куверскому Указом Президиума ВС СССР от 9 октября 1981 года присвоено звание Героя Советского Союза.
Второй средний ремонт проводился с 1989 по декабрь 1992 года.
В октябре 1996 год]а успешно провела ракетный запуск.
В 2000 году решением командования соединения К-447 получила неофициальное название Кисловодск.
В 2003 году на К-447 и Б-177 «Липецк» проходили съёмки художественного фильма «72 метра».
В этом же году последней из лодок проекта 667Б «Мурена» выведена из состава ВМФ России, в 2004 году утилизирована в Северодвинске на предприятии Звёздочка.
Всего за годы службы К-447 выполнила 20 боевых служб и 12 боевых дежурств, провела 20 ракетных стрельб, в том числе дважды стреляла залпом, осуществила 33 торпедных стрельбы, включая 12 залповых.
В 2014 году трёхотсечный блок К-447 был переведён на СРЗ «Нерпа» для дальнейшей разделки до одноотсечного блока. В дальнейшем одноотсечный блок был установлен в пункте долговременного хранения «Сайда».